# Chilwell
Chilwell – wieś w Anglii, w hrabstwie Nottinghamshire, w dystrykcie Broxtowe. Leży 8 km na południowy zachód od miasta Nottingham i 174 km na północny zachód od Londynu.